# کف‌سازی
کف‌سازی به مجموعه عملیاتی گفته می‌شود که پس از اتمام عملیات سفت کاری در ساختمان انجام می‌شود تا ساختمان را به حالت قابل سکونت در آورد. برای این کار معمولاً ابتدا یک لایه ملات نرم ریخته می‌شود تا سطح را به صورت هموار درآورد. به همراه این کار پیش بینی‌های مربوط به تاسیسات مکانیکی و برقی ضروری است. پس از آن بسته به مورد خاکریزی، پوکه‌ریزی یا ملات ریزی انجام می‌شود و نهایتا لایه انتهایی، نهایی را تشکیل می‌دهد که می‌تواند آسفالت، موزائیک، سرامیک، بتن سیمانی و... باشد. در عملیات  مربوط را به نقاطی که در معرض عوامل محیطی (برف و باران و سرما و گرما) قرار دارند، بسته به مورد بعد از ملات اولیه و قبل از ملات ثانویه عایقکاری رطوبتی یا عایقکاری حرارتی یا هردو انجام می‌گیرد. 
ایجادکننده پوشش سخت از سنگدانه‌های مقاوم تشکیل شده که در مقابل سایش و فرسایش بعلت ویژگی‌های فیزیکی، مقاومت بالایی از خود نشان می دهند. این ماده که معمولاً از ژل میکروسیلیس یا میکروسیلیکا می‌باشد پس از استفاده روی بتن تازه و انجام کارهای ماله کشی سطحی سخت و بدون خلل و فرج ایجاد می‌کند که در مقابل خوردگی و سایش مقاوم است.
سخت‌کننده بافر یک مخلوط خشک پودری و آماده مصرف جهت ایجاد بتن ضد سایش می‌باشد. این ترکیب ایجادکننده پوشش سخت از سنگدانه‌های مقاوم تشکیل شده که در مقابل سایش و فرسایش بعلت ویژگی‌های فیزیکی، مقاومت بالایی از خود نشان می دهند.